# Ioan Ianolide
Ioan Ianolide (n. 27 ianuarie 1919, Dobrotești, județul Teleorman, Regatul României – d. 5 februarie 1986, București, Republica Socialistă România) a fost un scriitor român, legionar - membru al Frățiilor de Cruce, deținut politic  sub regimul lui Ion Antonescu și apoi, în regimul comunist. În 1941, Ioan Ianolide a fost condamnat la 25 de ani de închisoare pentru că era membru al Frățiilor de Cruce.
La Închisoarea Aiud a făcut parte din grupul „Misticilor”, alături de Valeriu Gafencu, Traian Trifan, Traian Marian, Anghel Papacioc, Marin Naidim și Virgil Maxim.

## Scrisuri
Ioan Ianolide este autorul unei cărți memorialistice, apărută postum sub îngrijirea unor călugărițe de la Mănăstirea Diaconești, care în perioada postcomunistă a cunoscut o răspândire largă, devenind sursă primară pentru o serie de mituri din viața concentraționar-stalinistă, inclusiv în promovarea titlului - neomologat de BOR - de „Valeriu Gafencu, sfânt al închisorilor”..
- Întoarcerea la Hristos – document pentru o lume nouă, Editura Christiana, București, 2006
- Testamentul unui nebun, Editura Bonifaciu, 2015
- Deținutul profet, Editura Bonifaciu, 2009

## Recepția în străinătate

### Germania
Literatura germană care se ocupă cu analizarea terorii comuniste din România folosește actele din dosarul de securitate al lui Ioan Ianolide și scrierile acestuia ca sursă exemplară pentru evidențierea atrocităților înfăptuite de sistemul comunist. Dialogurile purtate cu Valeriu Gafencu au fost receptate și analizate cu deosebit interes în publicații cu specific teologic.

### Statele Unite ale Americii
Exemplul personal al lui Ioan Ianolide și mărturiile date de acesta despre atitudinea creștinilor ortodocși în fața morții constituie subiectul unui important studiu publicat în revista Mortality: Promoting the interdisciplinary study of death and dying.

## Legăturiexterne
- Ioan Ianolide - Universul Credintei TVR1 (video)
- Teodor Danalache - Ioan Ianolide la Crestinortodox.ro
- 5 februarie – Pomenirea marelui mărturisitor al temnițelor comuniste – Ioan Ianolide, Material realizat de mănăstirea Paltin Petru-Vodă, publicat în Nr. 32 al Revistei Atitudini